# Mohammed Valli Moosa

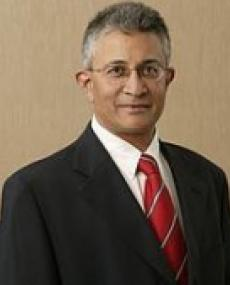
Mohammed Valli Moosa (2016)

Mohammed Valli Moosa (* 8. Februar 1957 in Johannesburg) ist ein südafrikanischer Politiker. Er war hochrangiges Mitglied der United Democratic Front (UDF). und Mitglied des African National Congress (ANC). Er entstammt einer Familie aus dem Kreise indischer Migranten.

## Leben
Moosa besuchte die Park Primary School und die Lenasia State Indian High School, im Anschluss besuchte er die Universität von Durban-Westville, die später mit einer weiteren Universität zur Universität von KwaZulu-Natal fusionierte. 14-jährig hatte er seinen ersten Kontakt mit dem Unterdrückungssystem der Apartheid, als er sich weigerte, die damalige Nationalhymne Die Stem van Suid-Afrika mitzusingen.
Während Nelson Mandelas Regierungszeit von 1994 bis 1999 war er Minister für Verfassungsfragen, während der ersten Amtszeit Thabo Mbekis Minister für Umwelt und Tourismus. In dieser Funktion besuchte er die Eröffnung der EXPO in Hannover im Jahr 2000. Sein Nachfolger in diesem Amt war Marthinus Christoffel Johannes van Schalkwyk. Außerdem war er von 2004 bis 2008 Präsident der International Union for Conservation of Nature and Natural Resources sowie Verwaltungsratspräsident von Eskom. 2013 wurde er Verwaltungsratspräsident von Anglo American Platinum.